# 8e étape du Tour d'Espagne 2024
Pour un article plus général, voir Tour d'Espagne 2024.
La 8e étape du Tour d'Espagne 2024 se déroule le samedi 24 août 2024 entre Úbeda et Cazorla en Andalousie, sur une distance de 159 km.

## Parcours
Partant de la ville historique d'Úbeda classée au Patrimoine mondial de l'UNESCO pour ses ensembles monumentaux de style Renaissance, les coureurs rencontrent deux ascensions répertoriées lors de cette étape de moyenne étape : l'ascension du Puerto Mirador de la Palomas, un col classé en 2e catégorie franchi à 54 kilomètres de l'arrivée, et la montée finale classée en 3e catégorie de la Sierra de Cazorla, troisième arrivée au sommet de la Vuelta 2024.

## Déroulement de la course
L'échappée du jour prend forme après 60 kilomètres de course. Elle se compose de 8 hommes : Sam Oomen (Lidl-Trek), Luca Vergallito (Alpecin-Deceuninck), Oier Lazkano (Movistar), Mauro Schmid (Jayco-AlUla), Mathis Le Berre (Arkea-B&B Hotels), Gijs Leemreize (Team dsm-firmenich PostNL), Ion Izagirre (Cofidis) et Harold Tejada (Astana). Les fuyards creusent un écart de cinq minutes sur le peloton à 80 kilomètres de l'arrivée. Par la suite, Leemreize puis Le Berre sont lâchés de ce groupe de tête. 
C'est un trio composé de Vergallito, Lazkano et Tejada qui entame la montée finale avec une avance réduite à une minute sur le peloton des favoris. Dès le pied de cette ultime ascension de 4,8 km, une chute se produit dans le peloton qui s'étire rapidement. Primož Roglič (Red Bull Bora Hansgrohe) attaque à trois reprises, revient sur Lazkano, le dernier des échappés, à 1 kilomètre du sommet. Seul, Enric Mas (Movistar) parvient à prendre le sillage du Slovène qui remporte une seconde victoire et reprend 56 secondes (bonifications comprises) au maillot rouge Ben O'Connor, en difficulté dans les derniers hectomètres.

## Résultats

### Classement de l'étape
| \| Classement de l'étape \| Classement de l'étape \| Classement de l'étape \| Classement de l'étape \| Classement de l'étape \| \| Coureur \| Coureur \| Pays \| Équipe \| Temps \| \| --------------------- \| --------------------- \| --------------------- \| ----------------------- \| --------------------- \| \| 1er \| Primož Roglič \| Slovénie \| Red Bull-Bora-Hansgrohe \| 3 h 38 min 34 s \| \| 2e \| Enric Mas \| Espagne \| Movistar Team \| + 0 s \| \| 3e \| Mikel Landa \| Espagne \| Soudal Quick-Step \| + 14 s \| \| 4e \| Antonio Tiberi \| Italie \| Bahrain Victorious \| + 17 s \| \| 5e \| Mattias Skjelmose \| Danemark \| Lidl-Trek \| + 21 s \| \| 6e \| Carlos Rodríguez \| Espagne \| Ineos Grenadiers \| + 21 s \| \| 7e \| Harold Tejada \| Colombie \| Astana Qazaqstan Team \| + 24 s \| \| 8e \| Eddie Dunbar \| Irlande \| Team Jayco AlUla \| + 26 s \| \| 9e \| Lennert Van Eetvelt \| Belgique \| Lotto Dstny \| + 29 s \| \| 10e \| Jack Haig \| Australie \| Bahrain Victorious \| + 29 s \| |                     |           |                         |                 |
| |                     |           |                         |                 |
| Source : ProCyclingStats |                     |           |                         |                 |
| Classement de l'étape |                     |           |                         |                 |
| Coureur | Coureur             | Pays      | Équipe                  | Temps           |
| 1er | Primož Roglič       | Slovénie  | Red Bull-Bora-Hansgrohe | 3 h 38 min 34 s |
| 2e | Enric Mas           | Espagne   | Movistar Team           | + 0 s           |
| 3e | Mikel Landa         | Espagne   | Soudal Quick-Step       | + 14 s          |
| 4e | Antonio Tiberi      | Italie    | Bahrain Victorious      | + 17 s          |
| 5e | Mattias Skjelmose   | Danemark  | Lidl-Trek               | + 21 s          |
| 6e | Carlos Rodríguez    | Espagne   | Ineos Grenadiers        | + 21 s          |
| 7e | Harold Tejada       | Colombie  | Astana Qazaqstan Team   | + 24 s          |
| 8e | Eddie Dunbar        | Irlande   | Team Jayco AlUla        | + 26 s          |
| 9e | Lennert Van Eetvelt | Belgique  | Lotto Dstny             | + 29 s          |
| 10e | Jack Haig           | Australie | Bahrain Victorious      | + 29 s          |

### Points attribués pour le classement par points
| Sprint intermédiaire Peal de Becerro (km 139,5) | Sprint intermédiaire Peal de Becerro (km 139,5) | Sprint intermédiaire Peal de Becerro (km 139,5) | Sprint intermédiaire Peal de Becerro (km 139,5) | Sprint intermédiaire Peal de Becerro (km 139,5) |
| ----------------------------------------------- | ----------------------------------------------- | ----------------------------------------------- | ----------------------------------------------- | ----------------------------------------------- |
|                                                 | Coureur                                         | Pays                                            | Équipe                                          | Point(s)                                        |
| 1er                                             | Harold Tejada                                   | Colombie                                        | Astana Qazaqstan Team                           | 20                                              |
| 2e                                              | Ion Izagirre                                    | Espagne                                         | Cofidis                                         | 17                                              |
| 3e                                              | Mathis Le Berre                                 | France                                          | Arkéa-B&B Hotels                                | 15                                              |
| 4e                                              | Mauro Schmid                                    | Suisse                                          | Team Jayco AlUla                                | 13                                              |
| 5e                                              | Luca Vergallito                                 | Italie                                          | Alpecin-Deceuninck                              | 10                                              |
| modifier                                        |                                                 |                                                 |                                                 |                                                 |

| Arrivée d'étape Cazorla (km 159) | Arrivée d'étape Cazorla (km 159) | Arrivée d'étape Cazorla (km 159) | Arrivée d'étape Cazorla (km 159) | Arrivée d'étape Cazorla (km 159) |
| -------------------------------- | -------------------------------- | -------------------------------- | -------------------------------- | -------------------------------- |
|                                  | Coureur                          | Pays                             | Équipe                           | Point(s)                         |
| 1er                              | Primož Roglič                    | Slovénie                         | Red Bull-Bora-Hansgrohe          | 30                               |
| 2e                               | Enric Mas                        | Espagne                          | Movistar Team                    | 25                               |
| 3e                               | Mikel Landa                      | Espagne                          | Soudal Quick-Step                | 22                               |
| 4e                               | Antonio Tiberi                   | Italie                           | Bahrain Victorious               | 19                               |
| 5e                               | Mattias Skjelmose                | Danemark                         | Lidl-Trek                        | 17                               |
| 6e                               | Carlos Rodríguez                 | Espagne                          | Ineos Grenadiers                 | 15                               |
| 7e                               | Harold Tejada                    | Colombie                         | Astana Qazaqstan Team            | 13                               |
| 8e                               | Eddie Dunbar                     | Irlande                          | Team Jayco AlUla                 | 11                               |
| 9e                               | Lennert Van Eetvelt              | Belgique                         | Lotto Dstny                      | 9                                |
| 10e                              | Jack Haig                        | Australie                        | Bahrain Victorious               | 7                                |
| 11e                              | Felix Gall                       | Autriche                         | Decathlon-AG2R La Mondiale       | 6                                |
| 12e                              | Luca Vergallito                  | Italie                           | Alpecin-Deceuninck               | 5                                |
| 13e                              | Florian Lipowitz                 | Allemagne                        | Red Bull-Bora-Hansgrohe          | 4                                |
| 14e                              | Richard Carapaz                  | Équateur                         | EF Education-EasyPost            | 3                                |
| 15e                              | Cristian Rodríguez               | Espagne                          | Arkéa-B&B Hotels                 | 2                                |
| modifier                         |                                  |                                  |                                  |                                  |

### Points attribués pour le classement du meilleur grimpeur
| Puerto Mirador de las Palomas (km 105,1) 2e catégorie (7,3 km à 5,7%) | Puerto Mirador de las Palomas (km 105,1) 2e catégorie (7,3 km à 5,7%) | Puerto Mirador de las Palomas (km 105,1) 2e catégorie (7,3 km à 5,7%) | Puerto Mirador de las Palomas (km 105,1) 2e catégorie (7,3 km à 5,7%) | Puerto Mirador de las Palomas (km 105,1) 2e catégorie (7,3 km à 5,7%) |
| --------------------------------------------------------------------- | --------------------------------------------------------------------- | --------------------------------------------------------------------- | --------------------------------------------------------------------- | --------------------------------------------------------------------- |
|                                                                       | Coureur                                                               | Pays                                                                  | Équipe                                                                | Point(s)                                                              |
| 1er                                                                   | Mauro Schmid                                                          | Suisse                                                                | Team Jayco AlUla                                                      | 5                                                                     |
| 2e                                                                    | Mathis Le Berre                                                       | France                                                                | Arkéa-B&B Hotels                                                      | 3                                                                     |
| 3e                                                                    | Luca Vergallito                                                       | Italie                                                                | Alpecin-Deceuninck                                                    | 1                                                                     |
| modifier                                                              |                                                                       |                                                                       |                                                                       |                                                                       |

| Sierra de Cazorla (km 158,7) 3e catégorie (4,8 km à 7,1%) | Sierra de Cazorla (km 158,7) 3e catégorie (4,8 km à 7,1%) | Sierra de Cazorla (km 158,7) 3e catégorie (4,8 km à 7,1%) | Sierra de Cazorla (km 158,7) 3e catégorie (4,8 km à 7,1%) | Sierra de Cazorla (km 158,7) 3e catégorie (4,8 km à 7,1%) |
| --------------------------------------------------------- | --------------------------------------------------------- | --------------------------------------------------------- | --------------------------------------------------------- | --------------------------------------------------------- |
|                                                           | Coureur                                                   | Pays                                                      | Équipe                                                    | Point(s)                                                  |
| 1er                                                       | Primož Roglič                                             | Slovénie                                                  | Red Bull-Bora-Hansgrohe                                   | 3                                                         |
| 2e                                                        | Enric Mas                                                 | Espagne                                                   | Movistar Team                                             | 2                                                         |
| 3e                                                        | Mikel Landa                                               | Espagne                                                   | Soudal Quick-Step                                         | 1                                                         |
| modifier                                                  |                                                           |                                                           |                                                           |                                                           |

### Bonifications
|   | Coureur         | Pays     | Équipe                | Secondes |
| - | --------------- | -------- | --------------------- | -------- |
| 1 | Harold Tejada   | Colombie | Astana Qazaqstan Team | 6 s      |
| 2 | Ion Izagirre    | Espagne  | Cofidis               | 4 s      |
| 3 | Mathis Le Berre | France   | Arkéa-B&B Hotels      | 2 s      |

|   | Coureur       | Pays     | Équipe                  | Secondes |
| - | ------------- | -------- | ----------------------- | -------- |
| 1 | Primož Roglič | Slovénie | Red Bull-Bora-Hansgrohe | 10 s     |
| 2 | Enric Mas     | Espagne  | Movistar Team           | 6 s      |
| 3 | Mikel Landa   | Espagne  | Soudal Quick-Step       | 4 s      |

### Prix de la combativité
- Oier Lazkano (Movistar Team)

## Classements à l'issue de l'étape

### Classement général
| \| Classement général \| Classement général \| Classement général \| Classement général \| Classement général \| \| Coureur \| Coureur \| Pays \| Équipe \| Temps \| \| ------------------ \| ------------------- \| ------------------ \| -------------------------- \| ------------------ \| \| 1er \| Ben O'Connor \| Australie \| Decathlon-AG2R La Mondiale \| 31 h 23 min 27 s \| \| 2e \| Primož Roglič \| Slovénie \| Red Bull-Bora-Hansgrohe \| + 3 min 49 s \| \| 3e \| Enric Mas \| Espagne \| Movistar Team \| + 4 min 31 s \| \| 4e \| Antonio Tiberi \| Italie \| Bahrain Victorious \| + 5 min 00 s \| \| 5e \| Mikel Landa \| Espagne \| Soudal Quick-Step \| + 5 min 13 s \| \| 6e \| Lennert Van Eetvelt \| Belgique \| Lotto Dstny \| + 5 min 15 s \| \| 7e \| Cristian Rodríguez \| Espagne \| Arkéa-B&B Hotels \| + 5 min 19 s \| \| 8e \| Mattias Skjelmose \| Danemark \| Lidl-Trek \| + 5 min 24 s \| \| 9e \| Florian Lipowitz \| Allemagne \| Red Bull-Bora-Hansgrohe \| + 5 min 25 s \| \| 10e \| Felix Gall \| Autriche \| Decathlon-AG2R La Mondiale \| + 5 min 26 s \| |                     |           |                            |                  |
| |                     |           |                            |                  |
| Source : ProCyclingStats |                     |           |                            |                  |
| Classement général |                     |           |                            |                  |
| Coureur | Coureur             | Pays      | Équipe                     | Temps            |
| 1er | Ben O'Connor        | Australie | Decathlon-AG2R La Mondiale | 31 h 23 min 27 s |
| 2e | Primož Roglič       | Slovénie  | Red Bull-Bora-Hansgrohe    | + 3 min 49 s     |
| 3e | Enric Mas           | Espagne   | Movistar Team              | + 4 min 31 s     |
| 4e | Antonio Tiberi      | Italie    | Bahrain Victorious         | + 5 min 00 s     |
| 5e | Mikel Landa         | Espagne   | Soudal Quick-Step          | + 5 min 13 s     |
| 6e | Lennert Van Eetvelt | Belgique  | Lotto Dstny                | + 5 min 15 s     |
| 7e | Cristian Rodríguez  | Espagne   | Arkéa-B&B Hotels           | + 5 min 19 s     |
| 8e | Mattias Skjelmose   | Danemark  | Lidl-Trek                  | + 5 min 24 s     |
| 9e | Florian Lipowitz    | Allemagne | Red Bull-Bora-Hansgrohe    | + 5 min 25 s     |
| 10e | Felix Gall          | Autriche  | Decathlon-AG2R La Mondiale | + 5 min 26 s     |

| Classement par points | Classement par points | Classement par points | Classement par points      | Classement par points |
| Coureur               | Coureur               | Pays                  | Équipe                     | Points                |
| --------------------- | --------------------- | --------------------- | -------------------------- | --------------------- |
| 1er                   | Wout van Aert         | Belgique              | Team Visma \| Lease a Bike | 203 pts               |
| 2e                    | Kaden Groves          | Australie             | Alpecin-Deceuninck         | 162 pts               |
| 3e                    | Pavel Bittner         | Tchéquie              | Team dsm-firmenich PostNL  | 81 pts                |
| 4e                    | Primož Roglič         | Slovénie              | Red Bull-Bora-Hansgrohe    | 58 pts                |
| 5e                    | Mathias Vacek         | Tchéquie              | Lidl-Trek                  | 57 pts                |
| 6e                    | Stefan Küng           | Suisse                | Groupama-FDJ               | 51 pts                |
| 7e                    | Ben O'Connor          | Australie             | Decathlon-AG2R La Mondiale | 50 pts                |
| 8e                    | Corbin Strong         | Nouvelle-Zélande      | Israel-Premier Tech        | 49 pts                |
| 9e                    | Lennert Van Eetvelt   | Belgique              | Lotto Dstny                | 48 pts                |
| 10e                   | Pau Miquel            | Espagne               | Equipo Kern Pharma         | 48 pts                |

| Classement par points | Classement par points | Classement par points | Classement par points      | Classement par points |
| Coureur               | Coureur               | Pays                  | Équipe                     | Points                |
| --------------------- | --------------------- | --------------------- | -------------------------- | --------------------- |
| 1er                   | Wout van Aert         | Belgique              | Team Visma \| Lease a Bike | 203 pts               |
| 2e                    | Kaden Groves          | Australie             | Alpecin-Deceuninck         | 162 pts               |
| 3e                    | Pavel Bittner         | Tchéquie              | Team dsm-firmenich PostNL  | 81 pts                |
| 4e                    | Primož Roglič         | Slovénie              | Red Bull-Bora-Hansgrohe    | 58 pts                |
| 5e                    | Mathias Vacek         | Tchéquie              | Lidl-Trek                  | 57 pts                |
| 6e                    | Stefan Küng           | Suisse                | Groupama-FDJ               | 51 pts                |
| 7e                    | Ben O'Connor          | Australie             | Decathlon-AG2R La Mondiale | 50 pts                |
| 8e                    | Corbin Strong         | Nouvelle-Zélande      | Israel-Premier Tech        | 49 pts                |
| 9e                    | Lennert Van Eetvelt   | Belgique              | Lotto Dstny                | 48 pts                |
| 10e                   | Pau Miquel            | Espagne               | Equipo Kern Pharma         | 48 pts                |

| Classement de la montagne | Classement de la montagne | Classement de la montagne | Classement de la montagne  | Classement de la montagne |
| Coureur                   | Coureur                   | Pays                      | Équipe                     | Points                    |
| ------------------------- | ------------------------- | ------------------------- | -------------------------- | ------------------------- |
| 1er                       | Primož Roglič             | Slovénie                  | Red Bull-Bora-Hansgrohe    | 18 pts                    |
| 2e                        | Sylvain Moniquet          | Belgique                  | Lotto Dstny                | 16 pts                    |
| 3e                        | Filippo Zana              | Italie                    | Team Jayco AlUla           | 11 pts                    |
| 4e                        | Pelayo Sánchez            | Espagne                   | Movistar Team              | 10 pts                    |
| 5e                        | Luis Ángel Maté           | Espagne                   | Euskaltel-Euskadi          | 9 pts                     |
| 6e                        | Ben O'Connor              | Australie                 | Decathlon-AG2R La Mondiale | 9 pts                     |
| 7e                        | Bruno Armirail            | France                    | Decathlon-AG2R La Mondiale | 7 pts                     |
| 8e                        | Lennert Van Eetvelt       | Belgique                  | Lotto Dstny                | 6 pts                     |
| 9e                        | Jay Vine                  | Australie                 | UAE Team Emirates          | 6 pts                     |
| 10e                       | Mauro Schmid              | Suisse                    | Team Jayco AlUla           | 5 pts                     |

| Classement de la montagne | Classement de la montagne | Classement de la montagne | Classement de la montagne  | Classement de la montagne |
| Coureur                   | Coureur                   | Pays                      | Équipe                     | Points                    |
| ------------------------- | ------------------------- | ------------------------- | -------------------------- | ------------------------- |
| 1er                       | Primož Roglič             | Slovénie                  | Red Bull-Bora-Hansgrohe    | 18 pts                    |
| 2e                        | Sylvain Moniquet          | Belgique                  | Lotto Dstny                | 16 pts                    |
| 3e                        | Filippo Zana              | Italie                    | Team Jayco AlUla           | 11 pts                    |
| 4e                        | Pelayo Sánchez            | Espagne                   | Movistar Team              | 10 pts                    |
| 5e                        | Luis Ángel Maté           | Espagne                   | Euskaltel-Euskadi          | 9 pts                     |
| 6e                        | Ben O'Connor              | Australie                 | Decathlon-AG2R La Mondiale | 9 pts                     |
| 7e                        | Bruno Armirail            | France                    | Decathlon-AG2R La Mondiale | 7 pts                     |
| 8e                        | Lennert Van Eetvelt       | Belgique                  | Lotto Dstny                | 6 pts                     |
| 9e                        | Jay Vine                  | Australie                 | UAE Team Emirates          | 6 pts                     |
| 10e                       | Mauro Schmid              | Suisse                    | Team Jayco AlUla           | 5 pts                     |

| Classement du meilleur jeune | Classement du meilleur jeune | Classement du meilleur jeune | Classement du meilleur jeune | Classement du meilleur jeune |
| Coureur                      | Coureur                      | Pays                         | Équipe                       | Temps                        |
| ---------------------------- | ---------------------------- | ---------------------------- | ---------------------------- | ---------------------------- |
| 1er                          | Antonio Tiberi               | Italie                       | Bahrain Victorious           | 31 h 28 min 27 s             |
| 2e                           | Lennert Van Eetvelt          | Belgique                     | Lotto Dstny                  | + 15 s                       |
| 3e                           | Mattias Skjelmose            | Danemark                     | Lidl-Trek                    | + 24 s                       |
| 4e                           | Florian Lipowitz             | Allemagne                    | Red Bull-Bora-Hansgrohe      | + 25 s                       |
| 5e                           | Carlos Rodríguez             | Espagne                      | Ineos Grenadiers             | + 56 s                       |
| 6e                           | Isaac Del Toro               | Mexique                      | UAE Team Emirates            | + 1 min 32 s                 |
| 7e                           | Max Poole                    | Royaume-Uni                  | Team dsm-firmenich PostNL    | + 5 min 58 s                 |
| 8e                           | Matthew Riccitello           | États-Unis                   | Israel-Premier Tech          | + 11 min 01 s                |
| 9e                           | Mauri Vansevenant            | Belgique                     | Soudal Quick-Step            | + 15 min 17 s                |
| 10e                          | Cian Uijtdebroeks            | Belgique                     | Team Visma \| Lease a Bike   | + 17 min 48 s                |

| Classement du meilleur jeune | Classement du meilleur jeune | Classement du meilleur jeune | Classement du meilleur jeune | Classement du meilleur jeune |
| Coureur                      | Coureur                      | Pays                         | Équipe                       | Temps                        |
| ---------------------------- | ---------------------------- | ---------------------------- | ---------------------------- | ---------------------------- |
| 1er                          | Antonio Tiberi               | Italie                       | Bahrain Victorious           | 31 h 28 min 27 s             |
| 2e                           | Lennert Van Eetvelt          | Belgique                     | Lotto Dstny                  | + 15 s                       |
| 3e                           | Mattias Skjelmose            | Danemark                     | Lidl-Trek                    | + 24 s                       |
| 4e                           | Florian Lipowitz             | Allemagne                    | Red Bull-Bora-Hansgrohe      | + 25 s                       |
| 5e                           | Carlos Rodríguez             | Espagne                      | Ineos Grenadiers             | + 56 s                       |
| 6e                           | Isaac Del Toro               | Mexique                      | UAE Team Emirates            | + 1 min 32 s                 |
| 7e                           | Max Poole                    | Royaume-Uni                  | Team dsm-firmenich PostNL    | + 5 min 58 s                 |
| 8e                           | Matthew Riccitello           | États-Unis                   | Israel-Premier Tech          | + 11 min 01 s                |
| 9e                           | Mauri Vansevenant            | Belgique                     | Soudal Quick-Step            | + 15 min 17 s                |
| 10e                          | Cian Uijtdebroeks            | Belgique                     | Team Visma \| Lease a Bike   | + 17 min 48 s                |

| Classement par équipes | Classement par équipes     | Classement par équipes | Classement par équipes |
| Équipe                 | Équipe                     | Pays                   | Temps                  |
| ---------------------- | -------------------------- | ---------------------- | ---------------------- |
| 1re                    | Decathlon-AG2R La Mondiale | France                 | 94 h 23 min 09 s       |
| 2e                     | Red Bull-Bora-Hansgrohe    | Allemagne              | + 4 min 02 s           |
| 3e                     | UAE Team Emirates          | Émirats arabes unis    | + 5 min 13 s           |
| 4e                     | Israel-Premier Tech        | Israël                 | + 8 min 02 s           |
| 5e                     | Movistar Team              | Espagne                | + 9 min 33 s           |
| 6e                     | Bahrain Victorious         | Bahreïn                | + 12 min 01 s          |
| 7e                     | Groupama-FDJ               | France                 | + 13 min 15 s          |
| 8e                     | Ineos Grenadiers           | Royaume-Uni            | + 13 min 56 s          |
| 9e                     | Team Visma \| Lease a Bike | Pays-Bas               | + 22 min 15 s          |
| 10e                    | Intermarché-Wanty          | Belgique               | + 23 min 18 s          |

| Classement par équipes | Classement par équipes     | Classement par équipes | Classement par équipes |
| Équipe                 | Équipe                     | Pays                   | Temps                  |
| ---------------------- | -------------------------- | ---------------------- | ---------------------- |
| 1re                    | Decathlon-AG2R La Mondiale | France                 | 94 h 23 min 09 s       |
| 2e                     | Red Bull-Bora-Hansgrohe    | Allemagne              | + 4 min 02 s           |
| 3e                     | UAE Team Emirates          | Émirats arabes unis    | + 5 min 13 s           |
| 4e                     | Israel-Premier Tech        | Israël                 | + 8 min 02 s           |
| 5e                     | Movistar Team              | Espagne                | + 9 min 33 s           |
| 6e                     | Bahrain Victorious         | Bahreïn                | + 12 min 01 s          |
| 7e                     | Groupama-FDJ               | France                 | + 13 min 15 s          |
| 8e                     | Ineos Grenadiers           | Royaume-Uni            | + 13 min 56 s          |
| 9e                     | Team Visma \| Lease a Bike | Pays-Bas               | + 22 min 15 s          |
| 10e                    | Intermarché-Wanty          | Belgique               | + 23 min 18 s          |

## Abandons
Deux coureurs ont abandonné au cours de l'étape : 
- Élie Gesbert (Arkéa-B&B Hotels) : non-partant
- Bryan Coquard (Cofidis) : abandon